# リカルド・ボチーニ
リカルド・エンリケ・ボチーニ（Ricardo Enrique Bochini、1954年1月25日 - ）は、アルゼンチン・ブエノスアイレス州出身の元同国代表サッカー選手。
1972年から1991年までCAインデペンディエンテでプレーし、ゲームメーカーとして多くの決定的なパスでアシストを供給、アルゼンチンリーグやコパ・リベルタドーレスなどを獲得した。インデペンディエンテでは740試合に出場し、107得点を記録した。この出場数は、アルゼンチントップリーグでの最多記録である。
アルゼンチン代表として1979年のコパ・アメリカに招集されたほか、1986年のFIFAワールドカップでは優勝を果たした。

## 個人成績

### 代表での成績
出典
| アルゼンチン代表 | 国際Aマッチ | 国際Aマッチ |
| 年               | 出場        | 得点        |
| ---------------- | ----------- | ----------- |
| 1973             | 1           | 0           |
| 1974             | 2           | 0           |
| 1975             | 1           | 0           |
| 1976             | 10          | 0           |
| 1977             | 4           | 0           |
| 1978             | 0           | 0           |
| 1979             | 1           | 0           |
| 1980             | 0           | 0           |
| 1981             | 0           | 0           |
| 1982             | 0           | 0           |
| 1983             | 0           | 0           |
| 1984             | 6           | 0           |
| 1985             | 2           | 0           |
| 1986             | 1           | 0           |
| 合計             | 28          | 0           |

## タイトル

### クラブ
インデペンディエンテ
- プリメーラ・ディビシオン : 1977N, 1978N, 1983M, 1988-89
- コパ・リベルタドーレス : 1972, 1973, 1974, 1975, 1984
- コパ・インテラメリカーナ : 1973, 1974, 1976
- インターコンチネンタルカップ : 1973, 1984

### 代表
アルゼンチン代表
- FIFAワールドカップ : 1986

### 個人
- アルゼンチン年間最優秀選手賞 : 1983